# Clytus ambigenus
Clytus ambigenus är en skalbaggsart som beskrevs av Louis Alexandre Auguste Chevrolat 1882. Clytus ambigenus ingår i släktet Clytus och familjen långhorningar. Inga underarter finns listade i Catalogue of Life.